# Aquarium marin
 (février 2024).
Si vous disposez d'ouvrages ou d'articles de référence ou si vous connaissez des sites web de qualité traitant du thème abordé ici, merci de compléter l'article en donnant les références utiles à sa vérifiabilité et en les liant à la section « Notes et références ».

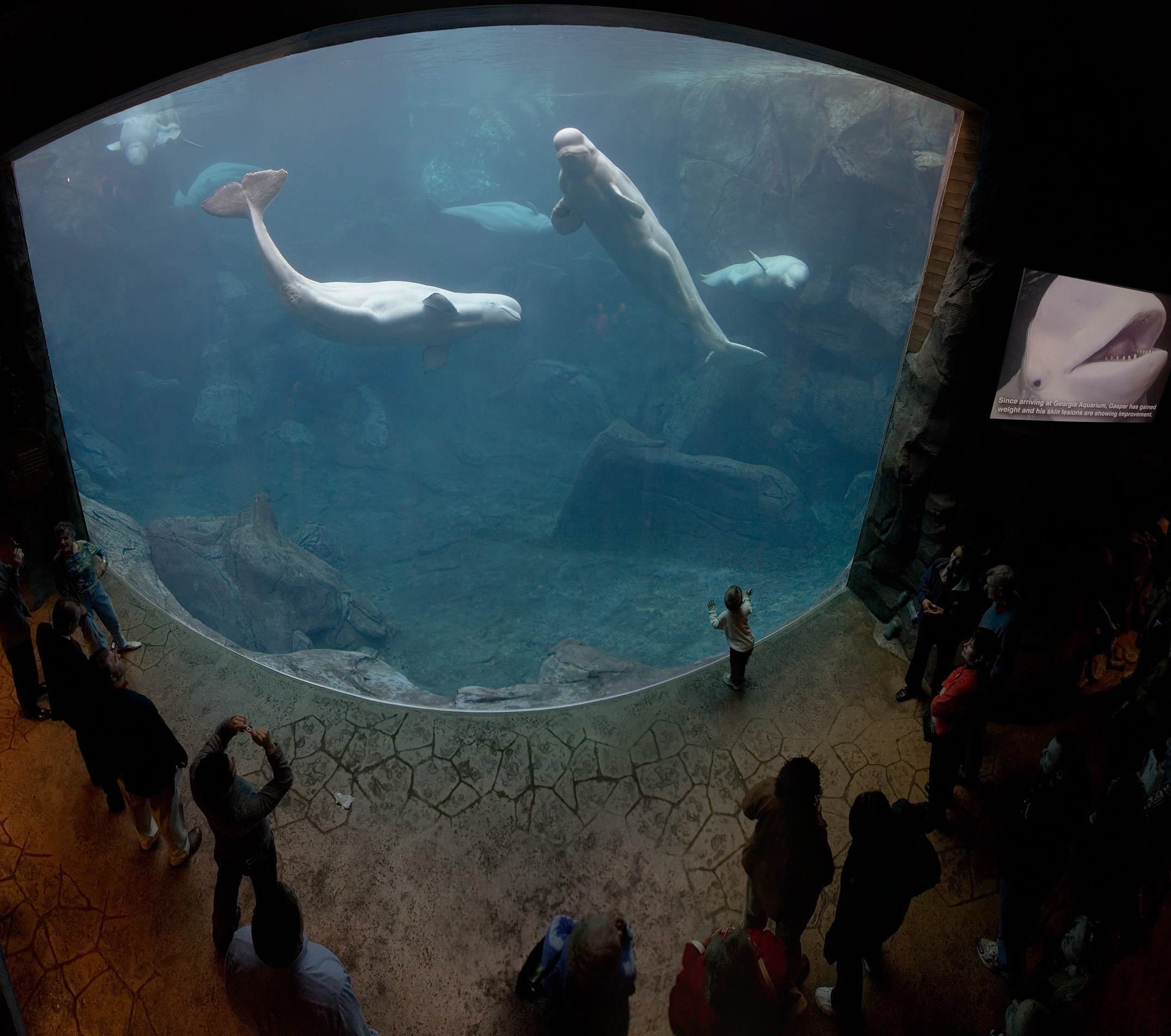
Cinq bélugas à l'aquarium de la Géorgie, aux États-Unis.

Un aquarium marin accueille les poissons des océans, par opposition aux aquariums d'eau douce destinés à héberger les poissons issus des rivières, lacs, étangs, etc. 
On peut distinguer deux grandes familles d'aquarium marins : les bacs hébergeant uniquement des poissons, nommés fish only (FO), et les bacs hébergeant des coraux (accompagnés de quelques poissons), appelés bacs récifaux.

## Bacs fish only
Des sous catégories peuvent exister : on parlera de bacs d'eau froide pour les bacs FO hébergeant des poissons de type sole, carrelet, mulet, etc., dont la température avoisine les 10-15 °C. On parlera de FO tempéré pour les bacs accueillants des poissons de mers chaudes, type rascasse volante, poisson-coffre, etc.

## Bacs récifaux

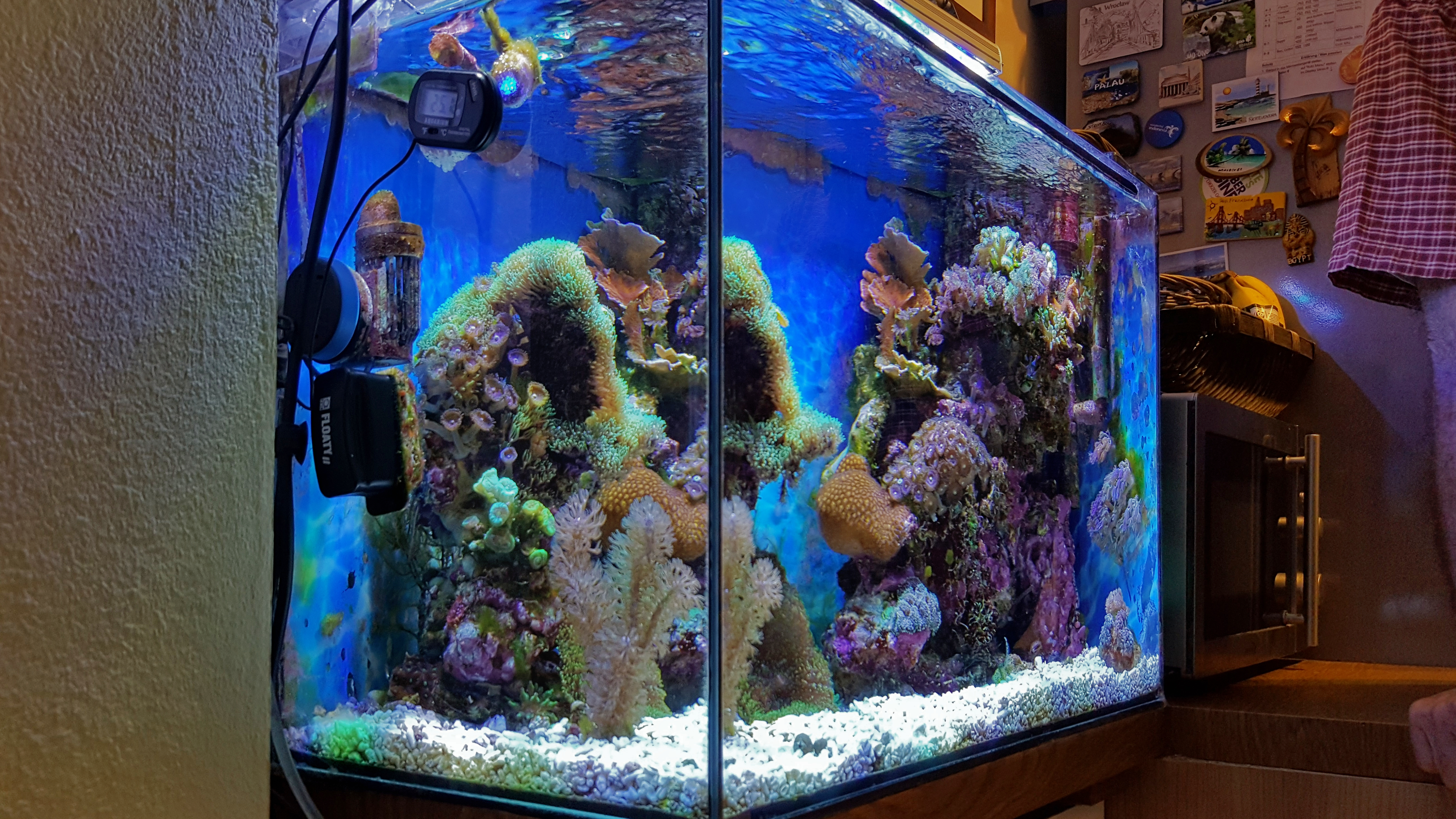
Un aquarium récifal chez un particulier.

De même on peut distinguer les bacs récifaux par leur type d'hébergement (bac communautaire, bac dédié aux coraux durs, etc.), par la zone du récif qu'ils reproduisent (crête récifale, pente interne, lagon, etc.), ou, ce qui est moins courant, par la zone géographique du récif qu'ils reproduisent (Bali, Mer Rouge, etc.). Quand on réunit des animaux de la même zone récifale et de la même zone géographique, on parle de bac écotypique endémique, ce vers quoi tout aquariophile doit tendre, car il respecte alors au maximum les besoins et conditions de vie des occupants sans peupler son bac d'animaux incompatibles entre eux ou nécessitant des conditions de vie très différentes (brassage, éclairage, etc .)
Les différentes catégories impliquent des matériels différents et spécifiques, en particulier des systèmes d'épuration, de refroidissement, d’apport de calcium, etc., qui doivent être bien appréhendés et adaptés au type d’aquarium, afin d'offrir aux occupants du bac les meilleures conditions de vie.